# Montpellier HSC (femení)
El Montpellier HSC femení és la secció femenina del Montpellier HSC, un club de futbol francès. Va ser creat originalment com a Montpellier Le Crés en 1990, i va ser al 2001 quan es va integrar al Montpellier HSC.
Va guanyar dues Lligues i tres Copes entre 2004 i 2009, i a la Lliga de Campions 2005/06 va arribar a les semifinals.

## Palmarès
- 2 Lligues de França
  - 03/04 - 04/05
- 3 Copes de França
  - 05/06 - 06/07 - 08/09

| Edició |               | 1ª Fase previa ¹   | 2ª Fase previa ¹ | Quarts de final | Semifinals      | Final |
| ------ | ------------- | ------------------ | ---------------- | --------------- | --------------- | ----- |
| 04/05  |               | SV Neulengbach     | Sassari Torres   |                 |                 |       |
| 05/06  |               | SU 1r. de Dezembro | SV Saestum       | Brøndby IF      | 1.FFC Frankfurt |       |
| Edició | Fase previa ¹ | Setzens de final   | Vuitens de final | Quarts de final | Semifinals      | Final |
| 09/10  | NSA Sofia     | Standard Lieja     | Bayern Múnic     | Umeå IK         |                 |       |

- ¹ Fase de grups. Equip classificat pillor possicionat en cas d'eliminació o equip eliminat millor possicionat en cas de classificació.